# Гедеонов, Михаил Яковлевич
Михаил Яковлевич Гедеонов (1756—1802) — пензенский (1796—1797), саратовский (1797) и тульский (1797—1798) губернатор, действительный статский советник.
Из смоленских дворян Гедеоновых. Брат смоленского губернатора Д. Я. Гедеонова, зять сенатора А. Ф. Талызина, отец д.т.с. А. М. Гедеонова.
С юных лет состоял на военной службе. К 1790 году полковник, бригадир с 2.09.1793, генерал-майор с 1797. Награждён орденом Святого Георгия 4 степени (26 ноября 1792).
После 20 лет военной службы перевёлся на гражданскую. С 13 марта по 12 декабря 1796 г. правитель Пензенского наместничества. С 12.12.1796 по 27.04.1797 первый гражданский губернатор Пензенской, потом Саратовской губернии.
По свидетельству вице-губернатора И. М. Долгорукова, «Гедеонов был человек добрый, не завязчивый и отнюдь не хитрый; служа в армии, он имел во нраве вспыльчивость, которая должна служить отличительным свойством офицера».
Как администратор Гедеонов находился в тени энергичного и инициативного генерал-губернатора А. И. Вяземского, который по прибытии в Пензу первым делом заявил губернатору: «Знаете ли вы, кто вы и кто я?» — и задал местным чиновникам такое распекание, что губернатор «почти заплакавши от него вышел».
Непродолжительное управление Гедеонова не оставило после себя следов в Пензе, хотя он и требовал от городской думы навести порядок и вычинить ветхие мосты и здания.
С 27 апреля 1797 по февраль 1798 тульский гражданский губернатор. Павел I любил быстро менять чиновников, поэтому и на этой должности Гедеонов проявить себя не успел.